# 493-as busz
A 493-as jelzésű regionális autóbusz Tápiószecsőn, a községháza és a Magdolnatelep között közlekedik. 2016. október 2-áig 2323-as jelzéssel közlekedett.

## Megállóhelyei
| 0  | Tápiószecső, községháza végállomás       | 17 | ∫  | 485, 486, 487, 494, 496 1070, 1075            |
| ∫  | Tápiószecső, autóbusz-forduló végállomás | ∫  | 13 | 494                                           |
| ∫  | Tápiószecső, Kodály Zoltán utca          | ∫  | 12 | 485, 494, 495, 497                            |
| ∫  | Tápiószecső, tápiósági elágazás          | ∫  | 10 | 485, 494, 495, 497                            |
| 3  | Tápiószecső, vasútállomás                | ∫  | ∫  | 485, 486, 487, 494, 495, 496, 497 S60 G60 Z60 |
| 4  | Tápiószecső, Szent István út             | 14 | 8  | 494                                           |
| 6  | Tápiószecső, tápiósági elágazás          | 12 | ∫  | 485, 494, 495, 497                            |
| 8  | Tápiószecső, Kodály Zoltán utca          | 10 | ∫  | 485, 494, 495, 497                            |
| 9  | Tápiószecső, autóbusz-forduló            | 9  | ∫  | 494                                           |
| 11 | Tápiószecső, Kodály Zoltán utca          | 8  | ∫  | 485, 494, 495, 497                            |
| 12 | Tápiószecső, tápiósági elágazás          | 6  | ∫  | 485, 494, 495, 497                            |
| 14 | Tápiószecső, községháza                  | 4  | 4  | 485, 486, 487, 494, 496 1070, 1075            |
| 16 | Tápiószecső, Vásártér                    | 2  | 2  | 485, 486, 494 1070, 1075                      |
| 18 | Tápiószecső, Magdolnatelep végállomás    | 0  | 0  | 485, 486, 494 1070, 1075                      |